# Лучице (Делнице)
Лучице су насељено место у саставу града Делница у Горском котару, Приморско-горанска жупанија, Република Хрватска.

## Историја
До територијалне реорганизације у Хрватској налазиле су се у саставу старе општине Делнице.

## Становништво
На попису становништва 2011. године, Лучице су имале 332 становника.

## Попис1991.
На попису становништва 1991. године, насељено место Лучице је имало 382 становника, следећег националног састава:
| Попис 1991.‍  | Попис 1991.‍  | Попис 1991.‍ | Попис 1991.‍ | Попис 1991.‍ |
| ------------ | ------------ | ----------- | ----------- | ----------- |
|              |              |             |             |             |
| Хрвати       | Хрвати       |             | 250         | 65,44%      |
| Срби         | Срби         |             | 61          | 15,96%      |
| Муслимани    | Муслимани    |             | 28          | 7,32%       |
| Југословени  | Југословени  |             | 13          | 3,40%       |
| неопредељени | неопредељени |             | 20          | 5,23%       |
| регион. опр. | регион. опр. |             | 4           | 1,04%       |
| непознато    | непознато    |             | 6           | 1,57%       |
| укупно: 382  |              |             |             |             |